# Modellregionen Elektromobilität in Deutschland

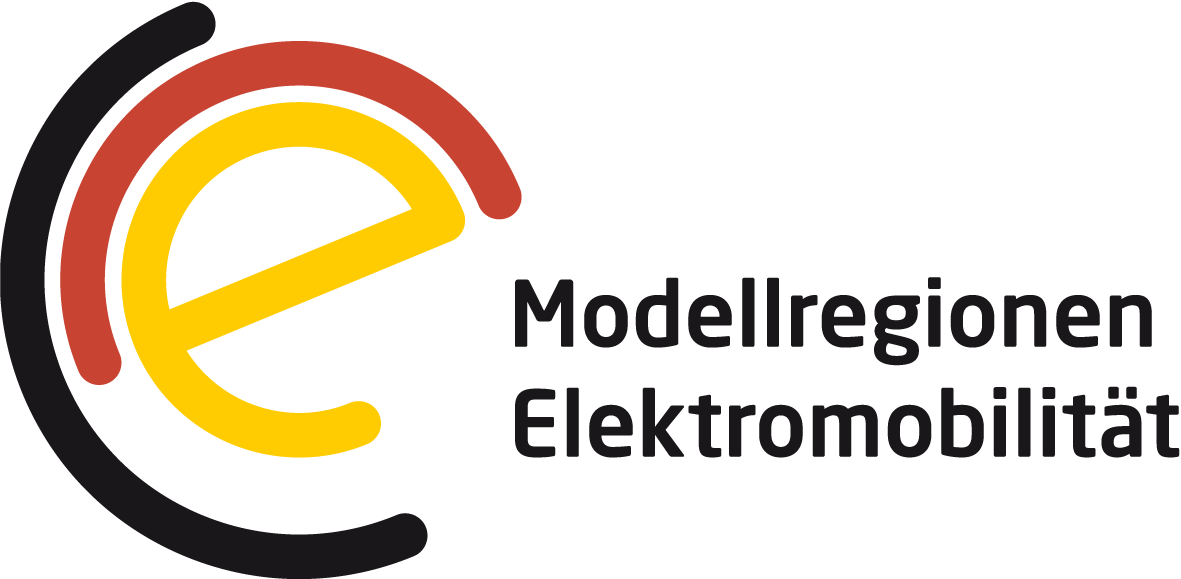
Logo der Modellregionen Elektromobilität in Deutschland

Modellregionen Elektromobilität in Deutschland ist ein Förderprogramm des Bundesministeriums für Verkehr, Bau und Stadtentwicklung (BMVBS) mit dem die Elektromobilität in acht deutschen Metropolregionen finanziell unterstützt wird. Die Fördergelder stammen aus Mitteln des Konjunkturpakets II. Die Gesamtkoordination liegt bei der Nationalen Organisation Wasserstoff- und Brennstoffzellentechnologie (NOW). Bis Ende 2011 ist der Einsatz von circa 2.800 Elektrofahrzeugen sowie der Aufbau von etwa 2.500 Ladepunkten geplant. Die nötige Elektrizität soll über erneuerbare Energie gedeckt werden.

## Modellregionen

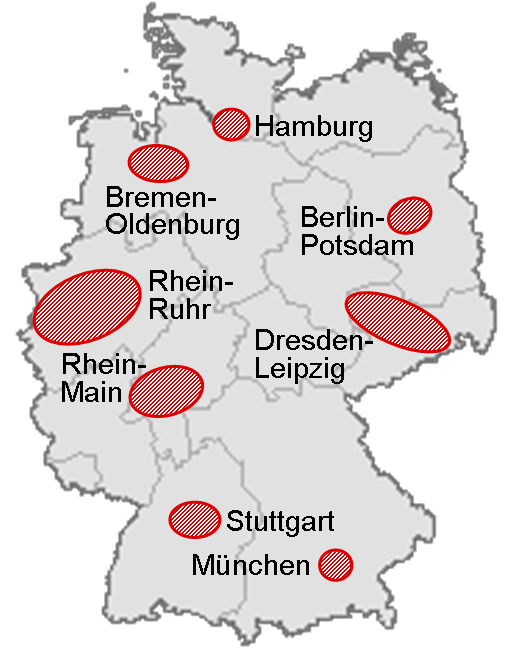
Lage der Modellregionen Elektromobilität in Deutschland

### Berlin-Potsdam
In der Modellregion Berlin-Potsdam wird die Integration der Elektromobilität in den öffentlichen Verkehr, Tourismus sowie in die Wohnungsdienstleistung und City-Logistik erprobt. Elektromobilität als Teil des öffentlichen Verkehrs wird mit dem Projekt BeMobility - BerlinelektroMobil verfolgt. Elektromobilität in Wohnquartieren wird im Projekt WohnmobilE untersucht, bei dem drei Wohnungsbaugesellschaften Carsharing mit Elektroautos für die Bewohner einrichten. Langfristig soll so eine integrierte Stadtteil- und Verkehrsplanung verwirklicht werden. Das Projekt E-City-Logistik widmet sich sowohl der Belieferung des Einzelhandels als auch der Verteilung im innerstädtischen Post- und Paketverkehr (KEP-Dienste). Dabei kommen neuentwickelte Elektrotransporter und umgebaute Lkw zum Einsatz. Das Projekt AUE-Mobility befasst sich mit akustischen Umweltaspekten der Elektromobilität.
Die regionale Projektleitstelle ist bei der TSB Innovationsagentur Berlin GmbH - FAV Forschungs- und Anwendungsverbund Verkehrssystemtechnik Berlin, einer Tochtergesellschaft der TSB Technologiestiftung Berlin, angesiedelt. Die Fördersumme beträgt 10 Millionen Euro. Die Laufzeit endet voraussichtlich im Juli 2011.

### Bremen-Oldenburg
In der Metropolregion Nordwest rund um Bremen und Oldenburg (Oldb.) wird die Elektromobilität vor allem durch das Fraunhofer-Institut für Fertigungstechnik und Angewandte Materialforschung (IFAM) sowie das Deutsche Forschungszentrum für Künstliche Intelligenz (DFKI) untersucht. Das gemeinsame Ziel ist Anbindung an bestehende Mobilitätsangebote für emissionsarmen Innenstadt- und Pendlerverkehr. Die Fahrten und Ladevorgänge werden elektronisch aufgezeichnet, in einer Datenbank gesammelt und das Nutzerverhalten ausgewertet. Dazu wird ein Personal Mobility Center geschaffen, das die nachhaltige Einführung der Elektromobilität vom Elektrofahrrad bis zum Viersitzer koordiniert.
Die Konsortialführerschaft liegt beim Personal Mobility Center. Die Fördersumme beträgt 10 Millionen Euro. Die Laufzeit endet voraussichtlich zum Jahresende 2011.

### Hamburg
Im Mittelpunkt der Modellregion Hamburg steht die Nutzung von regenerativen Energien, der diskriminierungsfreie Zugang zur Ladeinfrastruktur und die Integration der Ladesäulen in das urbane Umfeld. Dabei kommen u. a. Elektrofahrzeuge der Marken Nissan, Renault und Smart zum Einsatz. Die Hamburger Hochbahn setzt zudem Dieselhybridbusse ein. Auch Energiespeicher für Schienenfahrzeuge sollen erprobt werden.
Die Regionale Projektleitstelle ist bei der Gesellschaft hySOLUTIONS angesiedelt.

### München
In München werden drei Hybridbusse mit unterschiedlichen Hybridtechniken im Vergleich analysiert. Dabei sind Busse der Hersteller Mercedes-Benz, MAN und Solaris im Einsatz. Im Verbundprojekt Drive eCharged wird eine Schnellladesystem entwickelt. Als Elektroautos werden Mini E getestet. Das Verbundprojekt EFlott führt eine Online-Analyse des Nutzungsverhaltens und der Ladeverhältnisse mit elektrischen Flottenfahrzeugen der Marke Audi durch.
Die regionale Projektleitstelle ist bei den Stadtwerken München angesiedelt. Die Fördersumme beträgt 10 Millionen Euro. Die Laufzeit endet voraussichtlich Mitte 2011.

### Rhein-Main
In der Modellregion Rhein-Main wird Elektromobilität im Öffentlichen Verkehr in Form von Elektro- und Hybridbussen erprobt. In Darmstadt und Offenbach werden die Busse zum Teil im Linienbetrieb eingesetzt. Von der Westfrankenbahn wird ein modernes Hybrid-Schienenfahrzeug getestet. Im Teilprojekt Anschlussmobilität werden Carsharing-Stationen für Elektroautos an großen Hauptbahnhöfen der Region eingerichtet. Außerdem zählen mehrere elektrische Zustellfahrzeuge der Firma UPS zur Testflotte.
Die regionale Projektleitstelle ist bei den Stadtwerken Offenbach angesiedelt.

### Rhein-Ruhr
In der Modellregion Rhein-Ruhr sind zahlreiche Teilprojekte aktiv. Im Rahmen des Projektes colognE-mobil sind elektrische Fahrzeuge der Firma Ford in Betrieb, darunter auch Kleintransporter. Am Projekt E-mobil NRW sind mehrere regionale Stadtwerke beteiligt, die Elektroautos, -roller und -nutzfahrzeuge im Verbund mit der Ladeinfrastruktur testen. Im Verkehrsverbund Rhein-Ruhr werden Hybridbusse unterschiedlicher Hersteller im öffentlichen Nahverkehr betrieben. Das Hauptinteresse liegt hierbei auf der Untersuchung der Geräusch- und Schadstoffemission sowie des Kraftstoffverbrauchs. In Krefeld, Neuss und Mönchengladbach sollen Müllwagen mit Hybridantrieb im Alltag demonstriert werden. Das Vorhaben E-Aix stellt sich im Raum Aachen Fragen der Stromversorgung, Marktvorbereitung, Kommunikation sowie des Wissenstransfers bei der Einführung von elektrischen Straßenfahrzeugen. Das Vorhaben Stromschnelle thematisiert den Pendlerverkehr in und zwischen den Ruhrgebiets-Städten Dortmund, Essen und Mülheim an der Ruhr, wobei neue Geschäftsmodelle erarbeitet werden.
Die regionale Projektleitstelle ist bei der EnergieAgentur.NRW angesiedelt. Die Fördersumme beträgt 10 Millionen Euro. Die Laufzeit endet voraussichtlich im Juli 2011.

### Sachsen (Dresden-Leipzig)
Die Modellregion ist im Wesentlichen auf die Landeshauptstadt Dresden und auf Leipzig beschränkt. Im Mittelpunkt steht der öffentliche Personennahverkehr. Das Projekt SaxHybrid testet in beiden Städten schnellladbare, serielle Hybridbusse im partiell elektrischen Fahrbetrieb. Der Test erfolgt im realen Linieneinsatz und umfasst die Untersuchung von Fahrgastaufkommen, Verkehrsbehinderungen und Topographie. Von besonderem Interesse ist die mögliche Kraftstoffeinsparung. Mittelfristig sollen Gelenkbusse im innerstädtischen Linienbetrieb vollelektrisch fahren. Das Projekt SaxMobility umfasst das Flottenmanagement von Elektrofahrzeugen im Zusammenhang mit der Ladetechnik. In Zwickau entsteht ein Entwicklungszentrum für Energiespeichersysteme.
Die Konsortialführerschaft liegt bei der Sächsischen Energieagentur - SAENA GmbH. Die Fördermittel betragen 10 Millionen Euro.

### Stuttgart
Die Mercedes-Benz Group erprobt im Großraum Stuttgart elektrische Kleintransporter des Typs Vito im Alltagsbetrieb. Die Stuttgarter Straßenbahnen AG führt im Projekt Die E-mobile Stadt Gelenkbusse mit Dieselhybridantrieb der Marke Citaro ein, die im Großstadtbetrieb getestet werden. Die Busse sollen die Elektromobilität der Öffentlichkeit bekannt machen. Mehrere Hundert Elektroroller wurden durch das Energieversorgungsunternehmen EnBW an private Testnutzer übergeben. Mittelständische Unternehmen der Region entwickeln Elektroantrieb-Nachrüstsätze für Lieferwagen. In der Landeshauptstadt Stuttgart wird das bestehende Fahrradverleihsystem durch Pedelecs ergänzt.
Die Konsortialführerschaft liegt bei der Wirtschaftsförderung Region Stuttgart GmbH. Die Fördersumme beträgt 10 Millionen Euro. Die Laufzeit endet voraussichtlich im November 2011.

## Weiterentwicklung
Aufgrund von überschaubaren Flottengrößen haben die Modellregionen Elektromobilität für die Zusammensetzung des deutschen Fahrzeugbestandes zumindest in absehbarer Zeit eher symbolische Bedeutung. Vielfach ist der Einsatz der Elektro- und Hybridfahrzeuge, insbesondere der Stadtbusse, stark an den konventionellen ÖPNV angelehnt, innerhalb dessen die Elektromobilität bereits in anderer Form praktiziert wird, etwa bei O-Bussen, Straßenbahnen oder S-Bahnen. Der Betrieb von Elektrofahrzeugen in Konkurrenz zum herkömmlichen Privat-Pkw mit Verbrennungsmotor steht hingegen noch am Anfang der Entwicklung. Angesichts der vergleichsweise kurzen Reichweiten, langen Ladezeiten und hohen Anschaffungskosten der Elektroautos sowie der Abhängigkeit der Schadstoffbilanz von der Stromerzeugung ist bislang noch unklar, welches die ökologisch und ökonomisch erfolgversprechenden Einsatzmodelle sind.